# Michael Koser
Michael Koser (* 24. April 1938 in Berlin; † 20. Februar 2024 in Bremen) war ein deutscher Schriftsteller und Hörspielautor. Er wurde vor allem als Autor von Kriminalhörspielen bekannt.

## Biografie
Michael Koser studierte Geschichte, Germanistik und Politik und arbeitete ab 1965 als freier Autor vorwiegend für den Hörfunk. 1973 wurde er mit dem Kurt-Magnus-Preis der ARD ausgezeichnet.
Koser verstarb am 20. Februar 2024 im Alter von 85 Jahren in Bremen.

## Werke

### Hörspiel-Reihen
Michael Koser ist Autor von weit über 150 Hörspielen. Seine bekannteste Serie um Professor van Dusen, genannt „Die Denkmaschine“, brachte es auf 79 Folgen. Die Serie wurde zwischen 1978 und 1999 zuerst vom RIAS, dann vom DeutschlandRadio Berlin produziert und von mehreren ARD-Anstalten übernommen. Sie entstand nach Erzählungen von Jacques Futrelle, jedoch sind nur die ersten fünf Folgen Adaptionen im engeren Sinne. Die weiteren Geschichten erfand Koser selbst und nahm dabei regelmäßig Bezug auf reale Personen und Ereignisse der Zeit um die Jahrhundertwende.
Die Science-Fiction-Krimi-Serie Der letzte Detektiv brachte es auf 42 Folgen. Sie entstand zwischen 1984 und 2001 in der Produktion des Bayerischen Rundfunks. Im Jahr 2008 wurden zwei abschließende Folgen (41 und 42) produziert, um der Serie einen würdigen Abschluss zu geben. Diese beiden Folgen sind im Web frei verfügbar.
Die jüngste Hörspielserie Cocktail für zwei (DLR Berlin) wurde 1999 nach acht Folgen eingestellt.

### Weitere Kriminalhörspiele
- Tote singen nicht (Parodie auf Chandler) (RIAS, 1971, Länge: 25'28")
- John Bomb jagt Dr. Pop (Parodie auf Fleming) (RIAS, 1971, 30')
- Zwei Messer stecken, ach, in meiner Brust (RIAS, 1972, 30')
- Was hilft gegen Vampire? (RIAS, 1972, 30')
- Der geheimnisvolle Fall der Weihnachtsgans (nach Arthur Conan Doyle) (RIAS, 72, 30')
- Das Geheimnis von Craven Hall (nach C. L. Pirkis) (RIAS, 1978, 45')
- Das schaudererregende Abenteuer im Orient-Expreß (Parodie auf Sherlock Holmes) (WDR, 1982); ursprünglich als Van-Dusen-Fall geplant.
- Film Noir (Regie: Beate Andres, DLR Berlin, 2000, 48'30)
- Die Alzheimergang (Regie: Bärbel Jarchow-Frey, DLR Berlin, 2002, 54'30)
- Die Schule der Glücksritter oder Arsène Lupin trifft Al Capone. Regie: Renate Heitzmann, Mitwirkende: Manfred Zapatka, Katharina Zapatka, Gerd Grasse, Katharina Burowa, Wolfgang Condrus, Martin Engler, Götz Schulte, u. a. 49 Minuten, DLR 2004.

### Weitere Hörspiele
- Einmal Utopia hin und zurück (nach Robert Sheckley, RIAS, 1970, 30')
- Kein Job mehr für die Roboter (nach Brian Aldiss, RIAS, 1970, 30')
- Reservat (RIAS, 1971, 45')
- Yeti in Dichtung und Wahrheit (RIAS, 1973, 30')
- Ach und Krach (RIAS, 1973, 30')
- Müllschlucker (Regie: Walter Adler, SWF, 1973, 35')
- Verfahren (RIAS, 1973, 30')
- Von rechts nach links: Super Tarzan Love Story Space Captain Lonesome Gun (RIAS, 1975, 70')
- Heil im Siegerkranz (RIAS, 1975, 30')
- Heute war's (RIAS, 1975, 30')
- Loch Ness (RIAS, 1977, 30')
- UFOs (RIAS, 1978, 30')
- Die Iden des März (RIAS, 1981, 30')
- Wikinger in Winland (RIAS, 1981, 30')
- Im Wald da sind die Räuber (RIAS, 1982, 30')
- Schmetterling mit Hakenkreuzen (nach Philip K. Dick) (BR, 1982, 90')
- Die Lange Nacht des jungen Werthers (RIAS, 1982, 30')
- Festgemauert in der Erden (RIAS, 1982, 30')
- Der Weltuntergang findet nicht statt (RIAS, 1982, 30')
- Als die Römer frech geworden (RIAS, 1983, 30') (Titel nach dem bekannten Lied)

### Drehbuch
- Malatesta von Peter Lilienthal, Heathcote Williams und Michael Koser, nach Henry Rousseau. Regie: Peter Lilienthal (SFB, 1970)

### Comics
Die ursprünglich von Jacques Futrelle geschriebenen und von Michael Koser als Kriminalhörspiele umgesetzten Geschichten von Prof. Dr. Dr. Dr. Augustus van Dusen werden seit 2004 von Gerd Pircher auch als Comics adaptiert.

## Sonstiges
In den Jahren 1974–1976 gab Michael Koser für den S. Fischer Verlag unter dem Reihentitel Das Schmöker Kabinett Bestseller-Romane des 19. Jahrhunderts heraus (darunter Werke von Karl May, Eugenie Marlitt, Jules Verne, Balduin Möllhausen) und kommentierte sie in kurzen Nachworten.